# (No Pussyfooting)
(No Pussyfooting) es un álbum de Brian Eno y Robert Fripp, editado en 1973.
Constituye la primera colaboración entre Brian Eno y Robert Fripp, grabada en tres sesiones. La primera está fechada el 8 de septiembre de 1972 y la segunda y tercera el 4 y 5 de agosto de 1973 respectivamente. De la primera sesión se extrae el corte "The Heavenly Music Corporation", una manipulación del sonido de guitarra improvisado de Robert Fripp a través de dos magnetófonos Revox que se retroalimentaban mutuamente. El segundo corte, Swastika Girls utiliza la misma técnica pero con un mayor refinamiento y la introducción de sintetizador por parte de Brian Eno.

## Créditos
1. "The Heavenly Music Corporation" — 20:55
2. "Swastika Girls" — 18:43

- Brian Eno: Sintetizador, teclado, voz, tratamiento de sonido, VCS 3, compositor, productor.
- Robert Fripp: Guitarra, guitarra eléctrica, compositor, productor.

- Willie Christie: Fotografía, diseño de portadas

- Datos: Q1815536